# Реки Германии

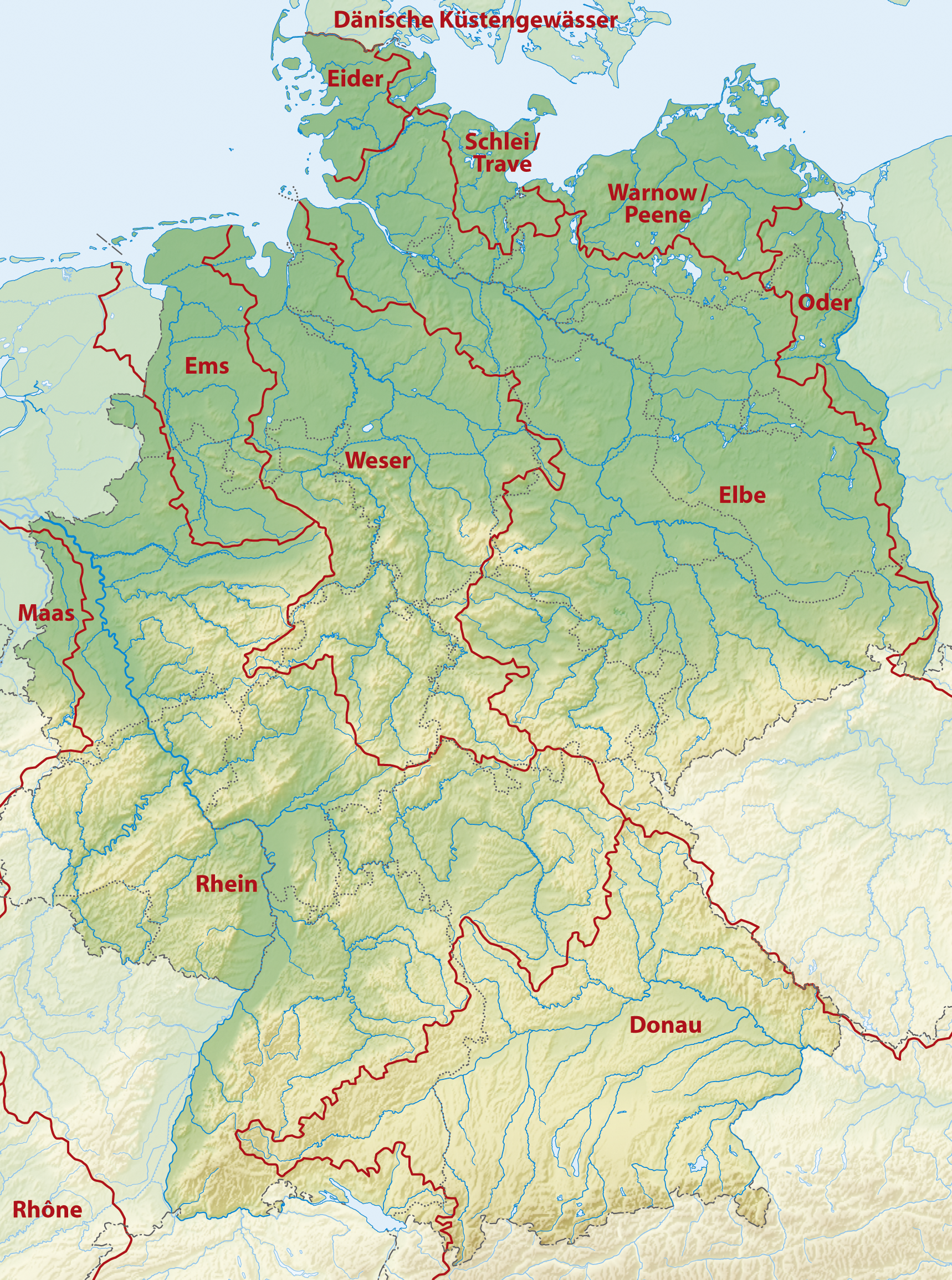
Схема главных водных артерий Германии

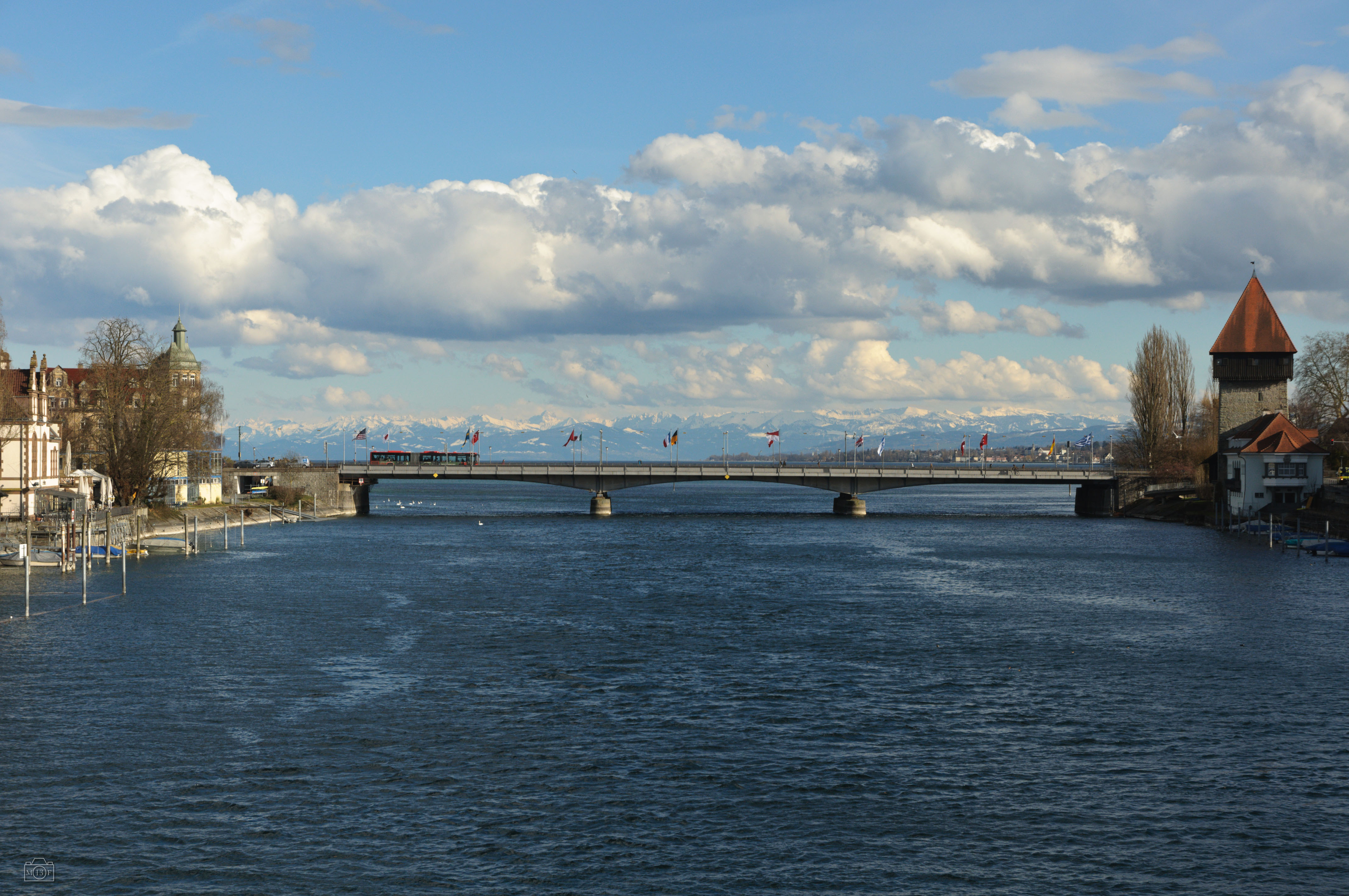
Рейн

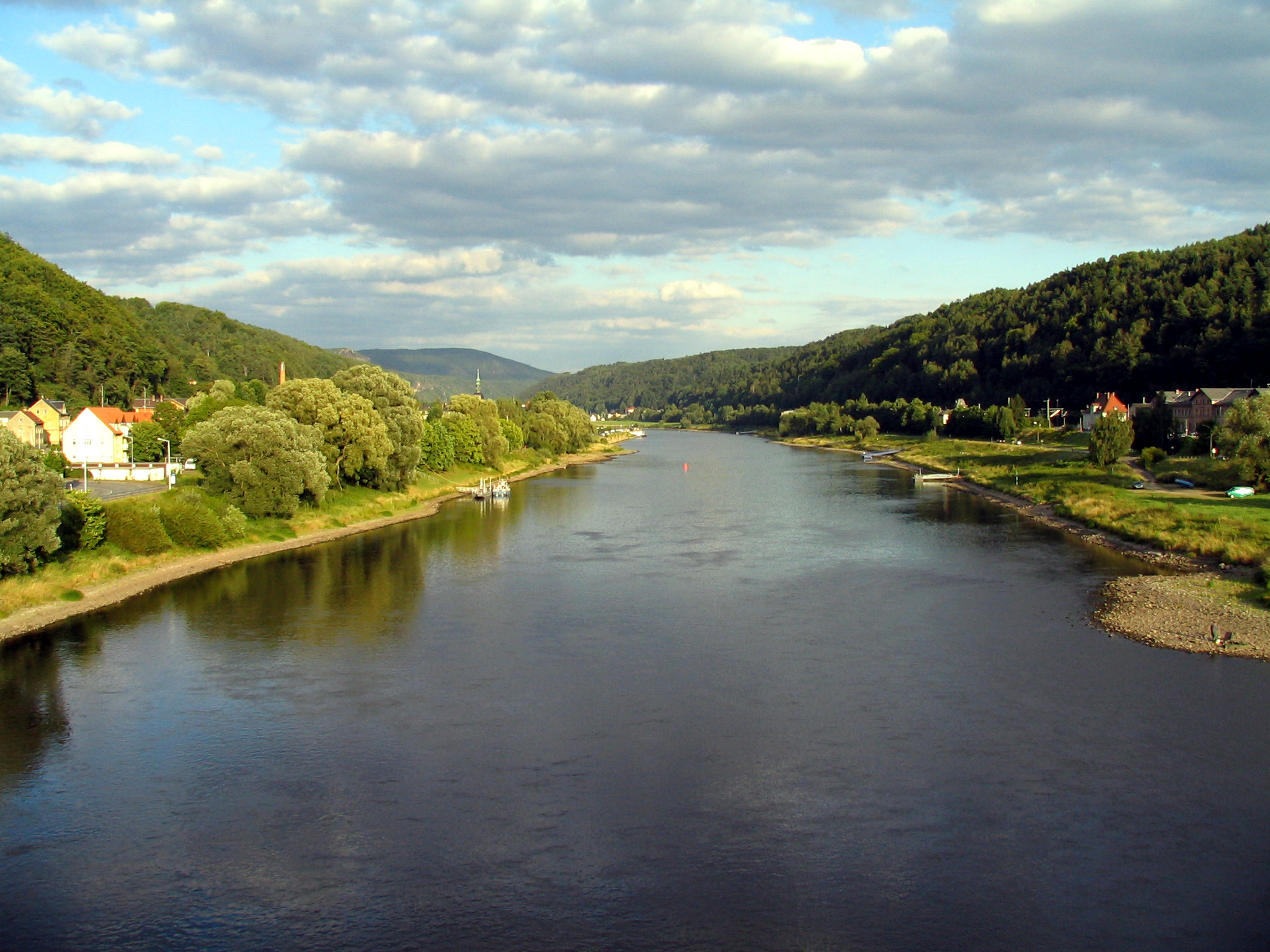
Эльба

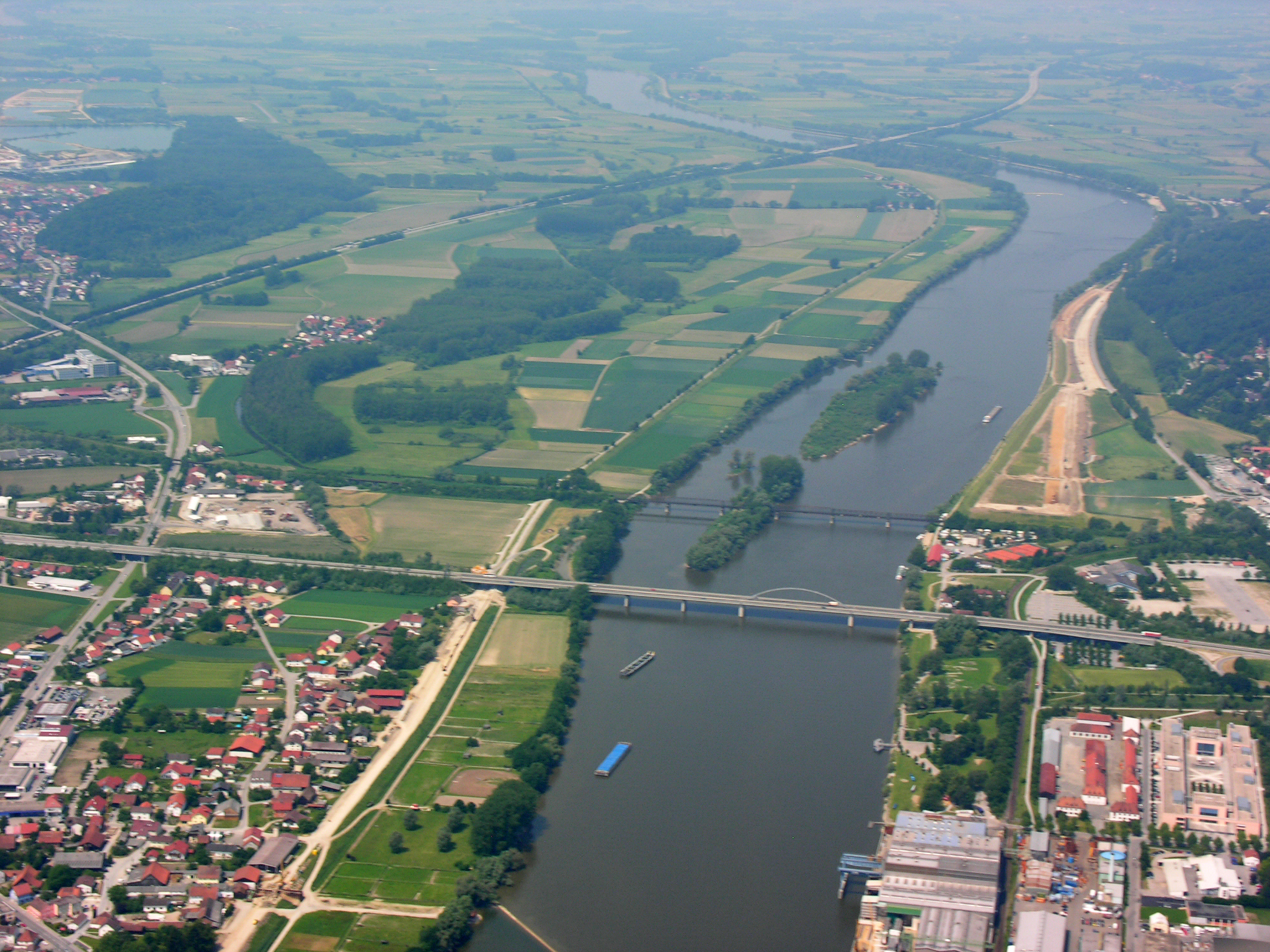
Дунай

Реки Германии образуют густую и полноводную сеть. Главными реками страны являются Рейн (самая крупная река Германии, с правыми притоками Неккар, Майн и левым — Мозель), Эльба (с притоками Зале и Мульде) а также Везер (с притоками Аллер, Эмс). Всего на территории страны протекает более 700 рек. 30% всех водных путей Европы приходится на речную сеть Германии.
Большая часть рек Германии относится к бассейну Северного моря и в конечном итоге в него впадают, помимо этого в Балтийское море впадает Одер, к бассейну же Чёрного моря относятся Дунай со своими притоками.
Реки расположенные в Альпах (верхнее течение Рейна, правые притоки Дуная) имеют преимущественно снеговое и ледниковое питание, соответственно полноводны летом во время таяния снега в горах, при этом обильное снеготаяние нередко усиливается ливневыми осадками, что ведёт к наводнениям. Реки, начинающиеся в горах средней части страны, имеют снеговое и дождевое питание, максимум стока приходится на конец весны; осенью обычны дождевые паводки. Эти реки зимой не замерзают. Притоки Рейна среднего течения наиболее полноводны в зимний период.
Реки берущие начало в горах средней Германии, имеют вырожденную летнюю межень.
Реки бассейна Одера и Эльбы имеют преобладающее дождевое питание, максимальные расходы воды — весной, во время снеготаяния, иногда также летом, после сильных дождей. На некоторых реках зимой водная поверхность замерзает (например, Одер замерзает в среднем на месяц, Эльба — на 10 дней).
Для Германии характерно большое количество искусственных каналов, образующих густую сеть. Так Кильский канал соединяет Балтийское и Северное моря, разрезая основание полуострова Ютландия. Сток многих рек Германии зарегулирован водохранилищами.
На территории Германии сосредоточено большое количество озёр, главным образом ледникового происхождения.
Ежегодно возобновляемые водные ресурсы Германии составляют 154 км³, водообеспеченность 1878 м³ на человека в год. Для хозяйственных целей ежегодно используется не менее 31 % имеющихся водных ресурсов (из них 69 % потребляют промышленными предприятия, 20 % идёт на нужды сельского хозяйства и 11 % — на коммунально-бытовые нужды).

## Список наиболее крупных рек по протяжённости
Список наиболее протяжённых рек Германии:
| №  | Река   | Немецкое название | Длина на территории Германии, км | Общая длина, км |
| -- | ------ | ----------------- | -------------------------------- | --------------- |
| 1  | Рейн   | Rhein             | 865                              | 1320            |
| 2  | Эльба  | Elbe              | 795                              | 1165            |
| 3  | Дунай  | Donau             | 647                              | 2848            |
| 4  | Майн   | Main              | 524                              | 524             |
| 5  | Везер  | Weser             | 440                              | 440             |
| 6  | Зале   | Saale             | 413                              | 413             |
| 7  | Шпрее  | Spree             | 398                              | 398             |
| 8  | Эмс    | Ems               | 371                              | 371             |
| 9  | Неккар | Neckar            | 367                              | 367             |
| 10 | Хафель | Havel             | 343                              | 343             |
| 11 | Лайне  | Leine             | 281                              | 281             |
| 12 | Верра  | Werra             | 276                              | 276             |
| 13 | Аллер  | Aller             | 263                              | 263             |
| 14 | Лан    | Lahn              | 245                              | 245             |
| 15 | Мозель | Mosel             | 242                              | 544             |
| 16 | Изар   | Isar              | 240                              | 295             |
| 17 | Рур    | Ruhr              | 235                              | 235             |
| 18 | Фульда | Fulda             | 218                              | 218             |
| 19 | Эльде  | Elde              | 208                              | 208             |